# Mut Steiner
Adolf Wohlgemuth „Mut“ Steiner (* 31. Mai 1876 in Stuttgart; † 13. September 1957 in Laupheim) war ein deutscher Land- und Forstwirt.

## Leben

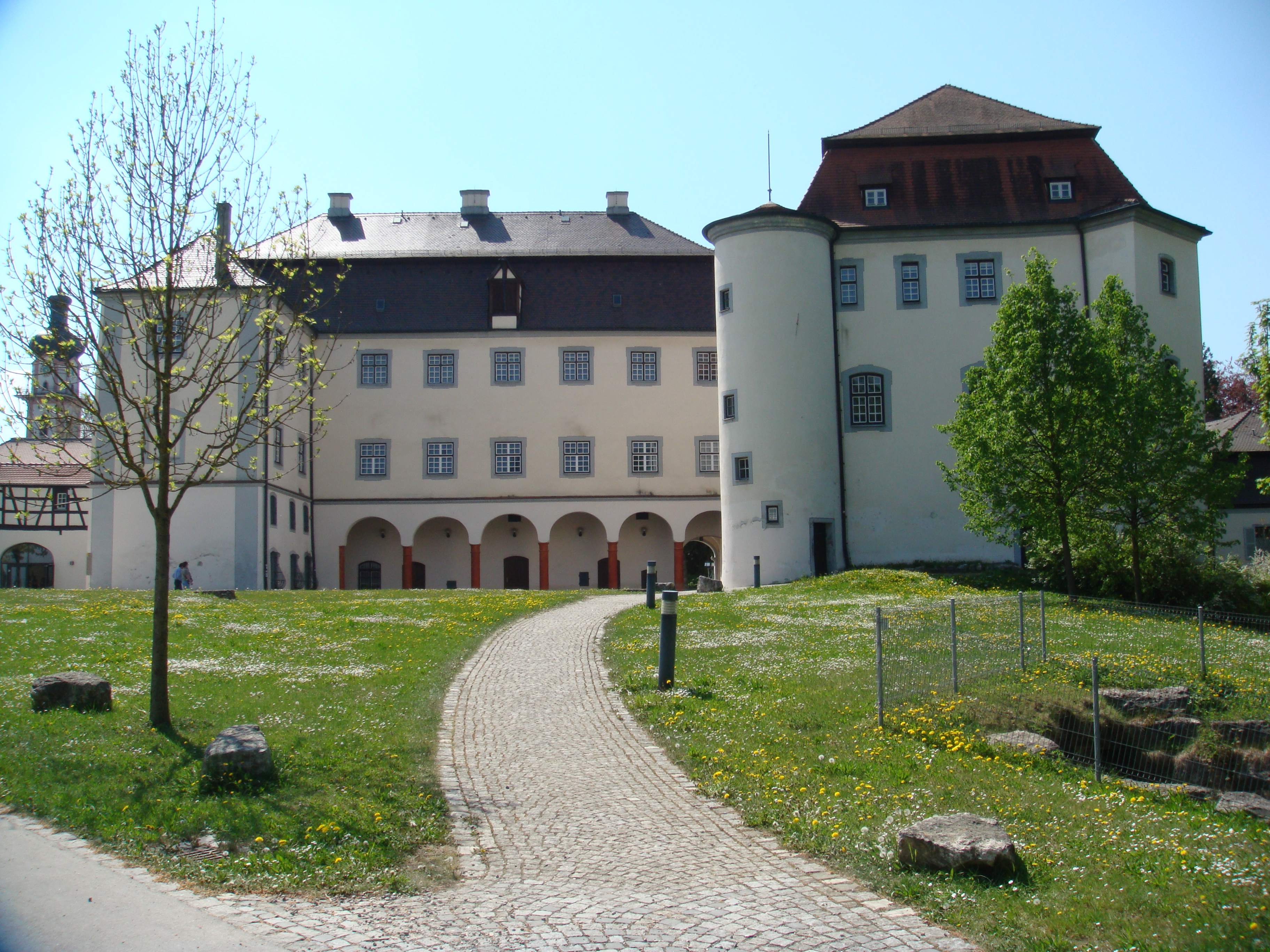
Ostseite Schloss Großlaupheim, 2011

Steiner war der Sohn von Kilian von Steiner und Clothilde geb. Bacher. Er hatte noch zwei Halbschwestern Henriette und Emilie aus der ersten Ehe der Mutter und die leiblichen Geschwister Viktor und Luise. Nach seiner Zeit am Gymnasium in Stuttgart studierte er an der Eberhard Karls Universität Tübingen und an der Universität Hohenheim mit dem Abschluss Diplom-Landwirt. In dieser Zeit absolvierte er ein freiwilliges Jahr beim Dragonerregiment „Königin Olga“ (1. württembergisches) Nr. 25 und war aktiv beim Corps Teutonia Stuttgart.
Im Alter von 27 Jahren, nach dem Tod seines Vaters 1903, wurde er alleiniger Eigentümer von Schloss Großlaupheim. Gleichzeitig übernahm er den dazugehörigen breit aufgestellten Landwirtschaftsbetrieb (Molkerei, Käserei, Gärtnerei, Geflügelhaltung, Brauerei, Viehzucht, Grünland, Ackerbau und Forstwirtschaft) der Anlage mit ungefähr 15 Mitarbeitern. Im Jahre 1904 heiratete er Ruth von Kalkreuth, die damals ein Praktikum in der Molkerei Schloss Großlaupheim absolvierte. Mit Ruth hatte er zwei Kinder, die 1905 geborene Marie-Luise Clothilde und Ulrich Kilian Siegfried (* 1908). Während des Ersten Weltkrieges investierte er als patriotischer Deutscher große Teile seines mobilen Vermögens in Kriegsanleihen, die am Ende des Krieges entwertet waren.
In seiner Zeit als Gutsbesitzer kreuzte er, in Zusammenarbeit mit der Universität Hohenheim, die bis heute erhaltene Dinkelsorte „Steiners Roten Tyroler Dinkel“ und in seine Braunviehherde Rigi- und Montafoner Vieh ein. Er war Vorsitzender des Braunviehzuchtverbandes, Vertreter in der Landwirtschaftlichen Berufsgenossenschaft, Bezirksvorsitzender der Jugendwehren des Oberamtes Laupheim und Mitglied des Wirtschaftsamtes Laupheim. Der örtliche Fußballverein Olympia Laupheim lernte ihn als großzügigen Mäzen kennen. Er überließ dem Verein in den Jahren 1905 bis 1929 die Viehweide „Im Grund“ als Sportplatz.
In der Zeit des Nationalsozialismus musste er alle seine Ämter und Ehrenämter abgeben oder ruhen lassen. „Steiners Rassenstatus“ wurde mit vier direkten jüdischen Vorfahren, abgeleitet von der damaligen Rassentabelle als „Volljude der in einer privilegierten Mischehe lebte“ deklariert, obwohl er 1894 zum protestantischen Glauben konvertiert war. Die nationalsozialistischen Behörden empfahlen den Eheleuten die Scheidung. Steiner musste fortan seinem Namen den Zusatz „Israel“ hinzufügen. In seinen Reisepass wurde ein „J“ für Jude eingestempelt. Die Eheleute folgen der Empfehlung nicht, was sie letztendlich vor Deportation und Zwangsenteignung ihres Besitzes schützte. Nach dem Krieg lebte Mut bis zu seinem Tod 1957 zurückgezogen auf seinem Schloss. Seine Frau starb 1955.
Muts Sohn verkaufte Schloss und Schlossgarten 1961 an die Stadt Laupheim. In den Gebäuden befindet sich heute das Museum zur Geschichte von Christen und Juden, das das 200-jährige harmonische Zusammenleben von Christen und Juden in Oberschwaben bis zu seiner Zerstörung durch die Nazis dokumentiert.